# Igor Kowalski
Igor Kowalski (ur. 15 marca 2001 w Grójcu) – polski szachista, mistrz międzynarodowy od 2021 roku.

## Kariera szachowa
Udział w zawodach szachowych zaczął od startu w indywidualnych mistrzostwach Polski juniorów w 2011 w Mielnie, gdzie zajął 3. miejsce. Trzykrotnie zdobył medale mistrzostw Polski juniorów: brązowy w Mielnie w 2011 (do 10 lat), srebrny w Jastrzębiej Górze w 2018 (do 18 lat) i brązowy w Szklarskiej Porębie w 2019 (do lat 18). Reprezentował Polskę na mistrzostwach Europy juniorów (jeden występ), uzyskując najlepszy wynik  w 2018 w Rydze (17. m. na MEJ do 18 lat). Czterokrotnie zwyciężał w turniejach: 2014 w Łazach (Perła Bałtyku, open B), 2015 w Warszawie (151st YMCA Winter 2015-A), 2015 w Warszawie (Warszawska Olimpiada Młodzieży – C14) i 2016 w Chylicach.
Najwyższy ranking w dotychczasowej karierze osiągnął 1 września 2020, z wynikiem 2397 punktów.

## Osiągnięcia
Indywidualne mistrzostwa Polski do 20 lat:
- Ustroń-Jaszowiec 2019 – V m.[10]

Indywidualne mistrzostwa Europy juniorów:
- Ryga 2018 – XXVII m.[8]

Indywidualne mistrzostwa Polski juniorów:
- Mielno 2011 – brązowy medal[5]
- Wałbrzych 2013 – IX m.[11]
- Spała 2014 – VIII m.[12]
- Suwałki 2015 – IV m.[13]
- Ustroń 2017 – X m.[14]
- Jastrzębia Góra 2018 – srebrny medal[6]
- Szklarska Poręba 2019 – brązowy medal[7]

Drużynowe mistrzostwa Polski juniorów:
- Karpacz 2013 – brązowy medal[15]
- Ustroń 2015 – srebrny medal[16]
- Ustroń 2019 – brązowy medal[17]

Wybrane sukcesy w innych turniejach:
- 2012 – II m. w Mrągowie (TS)
- 2013 – dz. III m. w Warszawie (118th YMCA Winter 2013-C)
- 2014 – dz. I m. w Łazach (Perła Bałtyku, open B)
- 2014 – dz. III m. w Dąbkach (open A)
- 2015 – I m. w Warszawie (151st YMCA Winter 2015-A)
- 2015 – I m. w Warszawie (Warszawska Olimpiada Młodzieży – C14)
- 2016 – dz. I m. w Chylicach